# Pidżyn islandzko-baskijski
Pidżyn islandzko-baskijski – język pidżynowy złożony z elementów języka baskijskiego i języka islandzkiego. Zawierał także elementy angielskie, romańskie i inne (prawdopodobnie niderlandzkie). Używany był w kontaktach między baskijskimi wielorybnikami pracującymi na wodach islandzkich a Islandczykami. Poświadczony przez niektóre zdania w zachowanych XVII-wiecznych glosariuszach baskijsko-islandzkich.